# Jan Günther
Jan „Paule“ Günther (* 11. April 1977 in Elsterwerda) ist ein deutscher Volleyball- und Beachvolleyballspieler.

## Karriere

### Hallen-Volleyball
Jan Günther begann mit dem Volleyball in seiner Heimatstadt Elsterwerda und wurde später im Volleyball-Internat Frankfurt und beim VC Olympia Berlin ausgebildet. 1998 kam er zum Bundesligisten SCC Berlin, mit dem er 2000 DVV-Pokalsieger und 2003 und 2004 zweimal in Folge Deutscher Meister wurde. 2006 wechselte der Universalspieler zum Ligakonkurrenten VC Leipzig, der nach der Insolvenz 2009 in den L.E. Volleys aufging und in der Zweiten Bundesliga Süd weiterspielte.
Jan Günther tauchte mehrere Jahre in den Ranglisten des deutschen Volleyballs auf Spitzenplätzen der Positionen Aufschlag und Block auf.

### Beachvolleyball
Neben seiner Karriere in der Halle spielte Jan Günther im Sommer auch Beachvolleyball. Zunächst bildete er bis 2003 ein Duo mit Vincent Lange. Von 2004 bis 2009 spielte er mit Sebastian Prüsener. 2006 gewannen Prüsener/Günther ihr erstes Turnier in Köln. Im folgenden Jahr feierten sie ihre größten Erfolge im Sand. Bei der Smart Beach Tour gewannen sie die Turniere in Norderney und Bonn und bei der Deutschen Meisterschaft in Timmendorfer Strand erreichten sie den vierten Platz. 2008 spielte Günther mit Matthias Pompe. Ihr bestes Ergebnis war ein Turniersieg in Meerane.